# Bundesliga de 1973–74
A Primeira Divisão do Campeonato Alemão de Futebol da temporada 1973–1974, denominada oficialmente de Fußball-Bundesliga 1973–1974, foi a 11.º edição da principal divisão do futebol alemão. O campeão foi o FC Bayern München que conquistou seu 5.º título na história do Campeonato Alemão.

## Premiação
| 1. Fußball-Bundesliga 1973–1974           |
| Baviera                                   |
| ----------------------------------------- |
| FC Bayern München Tricampeão (5.º título) |